# John Porter (Eishockeyspieler)

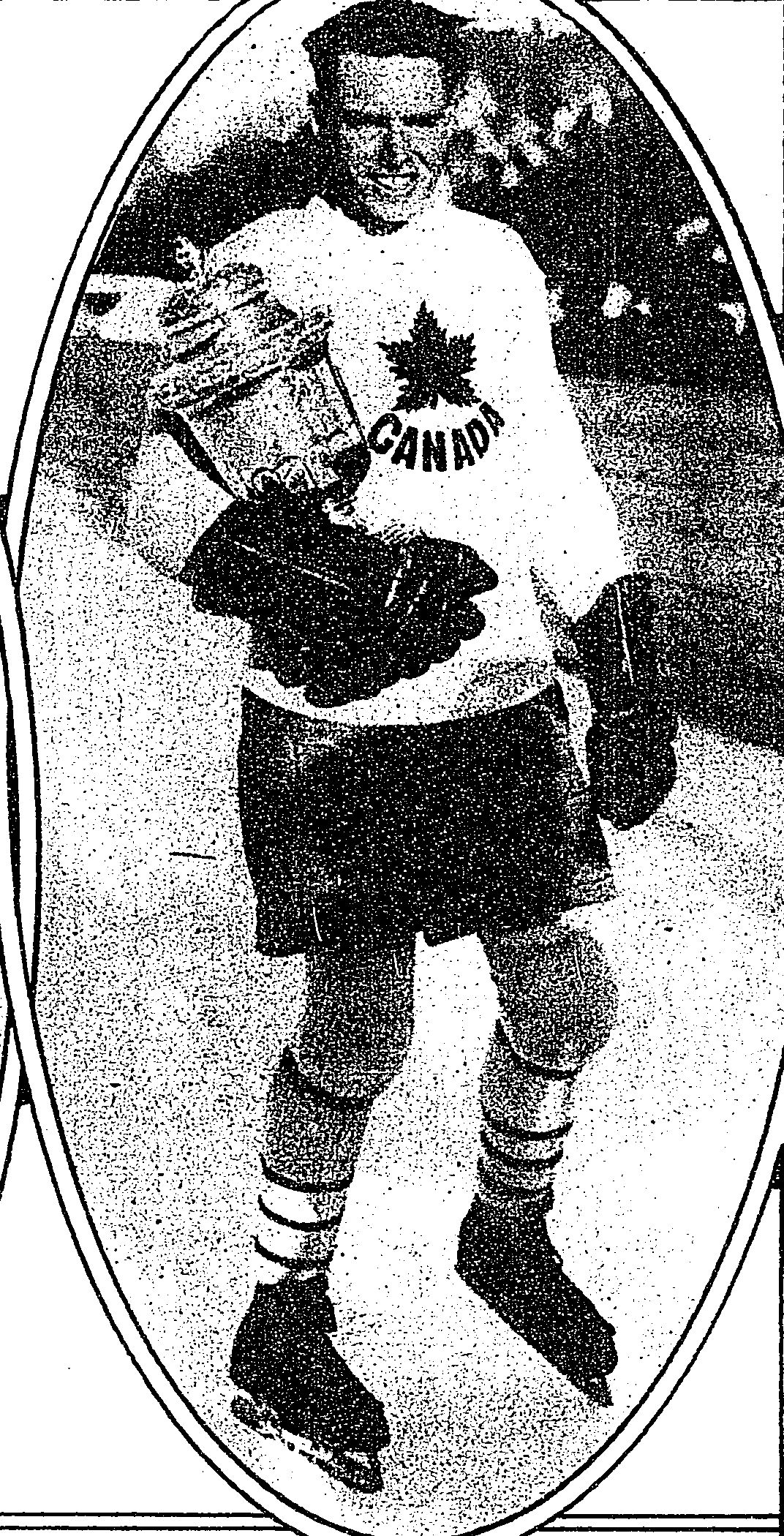
John Porter bei den Olympischen Winterspielen 1928

John Chester „Red“ „Jack“ Porter (* 21. Januar 1904 in Beckwith, Ontario; † 6. August 1997 in Toronto, Ontario) war ein kanadischer Eishockeyspieler und -trainer. Bei den Olympischen Winterspielen 1928 gewann er als Mitglied der kanadischen Nationalmannschaft die Goldmedaille.

## Karriere
John Porter begann seine Karriere als Eishockeyspieler mit 17 Jahren bei einer Mannschaft der Juniorenliga der Ontario Hockey Association. Von 1926 bis 1928 spielte er für die Toronto Varsity Grads, mit denen er 1927 den Allan Cup, den kanadischen Amateurmeistertitel, gewann. Im folgenden Jahr vertrat er mit den Varsity Grads Kanada bei den Olympischen Winterspielen. Im Anschluss an das Turnier war er von 1928 bis 1931 Cheftrainer der Seniorenmannschaft der University of Toronto.

### International
Für Kanada nahm Porter an den Olympischen Winterspielen 1928 in St. Moritz teil, bei denen er mit seiner Mannschaft die Goldmedaille gewann. Bei den Winterspielen war er Mannschaftskapitän Kanadas. Zudem war er Fahnenträger für die kanadischen Wintersportler bei der Eröffnungszeremonie.

## Erfolge und Auszeichnungen
- 1927 Allan-Cup-Gewinn mit den Toronto Varsity Grads
- 1928 Goldmedaille bei den Olympischen Winterspielen